# Jupukka
Jupukka es una montaña en una reserva natural con el mismo nombre al norte del país europeo de Suecia. La montaña está situada justo al norte de la ciudad de Pajala alcanza una elevación de 277 metros de altura. 
La parte superior de la montaña es uno de los puntos de medición en el arco geodésico de Struve, ahora un sitio Patrimonio Mundial de la humanidad. El punto seleccionado se encuentra a pocos metros de la cima, donde se realizó la medición de la montaña.